# Kloster Val-St-Lambert
Kloster Val-St-Lambert ist eine ehemalige Zisterzienserabtei in Belgien.

## Lage
Das ehemalige Kloster liegt in der Gemeinde Seraing in der Provinz Lüttich, rund 13 km südwestlich von Lüttich.

## Geschichte
Das Kloster wurde wohl 1187 auf eine Stiftung von Rudolf von Zähringen, dem Bischof von Lüttich, als Tochterkloster von Kloster Signy in den Ardennen in Frankreich, das seinerseits ein Tochterkloster des 1126 gegründeten Klosters Igny war, gegründet. Es gehörte somit der Filiation der Primarabtei Clairvaux an. Mit dem Bau des Klosters wurde 1202 begonnen. Das Kloster wurde in der Zeit der französischen Revolution 1796 aufgehoben. Seit 1826 werden die Gebäude von der  Kristallmanufaktur Cristalleries du Val-Saint-Lambert genutzt.

## Anlage und Bauten

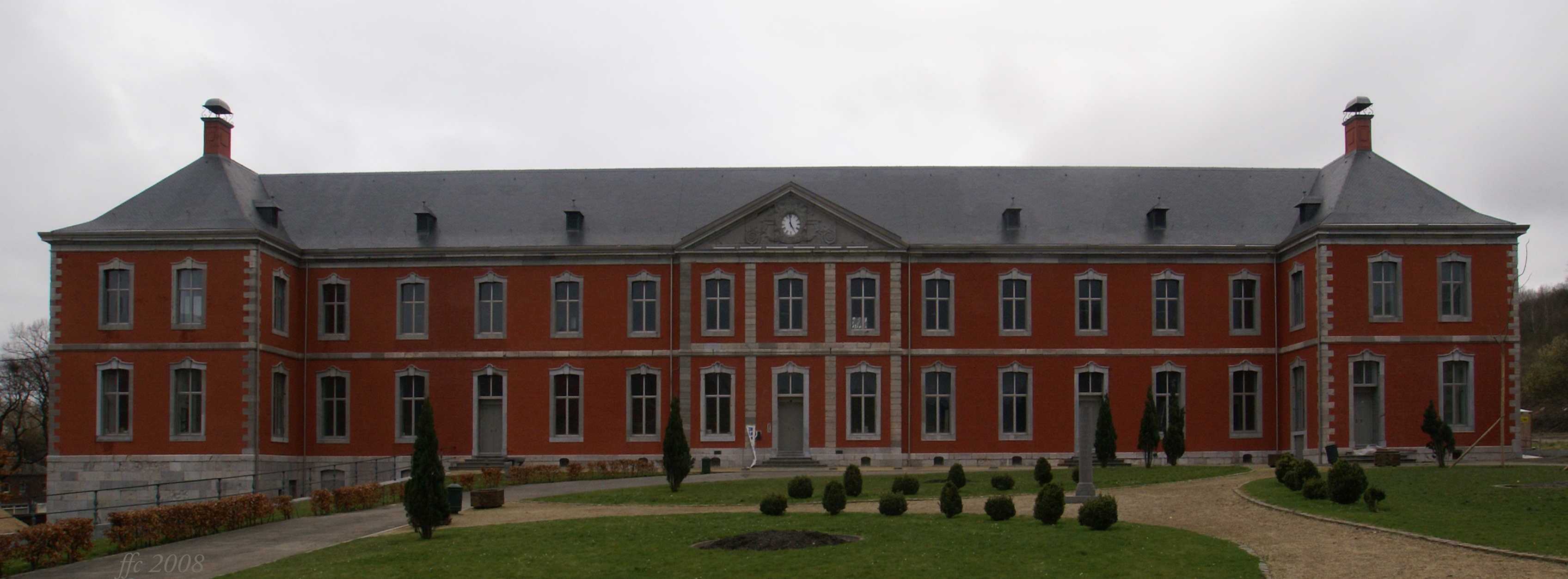
Fassade des Abtspalais

In der zweiten Hälfte des 18. Jahrhunderts wurde das Kloster restauriert. Die Klosterkirche wurde im Jahr 1802 abgebrochen. Erhalten ist ein Klostertrakt aus dem 13. Jahrhundert (Kapitelsaal und Skriptorium aus der Zeit um 1290 sind restauriert worden). In Val-St-Lambert liegt das früher wohl zur Abtei gehörende, 1973 als Historisches Monument klassifizierte Sommerschloss der Fürstbischöfe von Lüttich, in dem das Kristallmuseum untergebracht ist.